# سدیم متاوانادات
سدیم متاوانادات (به انگلیسی: Sodium metavanadate) با فرمول شیمیایی NaVO۳ یک ترکیب شیمیایی با شناسه پاب‌کم ۴۱۴۸۸۸۲ است. که جرم مولی آن 121.9295 g/mol می‌باشد. شکل ظاهری این ترکیب، بلورهای جامد زرد است.